# Iglesia de San Ramón Nonato (Valladolid)
La iglesia de San Ramón Nonato es un templo moderno ubicado en Valladolid. Se encuentra en el barrio Huerta del rey.

## Historia y estilo
Se trata de una construcción moderna, en 1981, con ladrillo caravista al exterior e interior. Tiene tres naves en forma de cruz latina. No existen ni retablos ni capillas. Preside un Crucifijo grande del siglo XIV.
- Datos: Q5911252
- Multimedia: Iglesia de San Ramón Nonato, Valladolid / Q5911252